# Samuel Huntington
Samuel Phillips Huntington (18. dubna 1927 New York – 24. prosince 2008 Martha's Vineyard) byl americký politický teoretik, bývalý poradce amerického prezidenta Cartera a také autor publikací Střet civilizací (1996), či Kam kráčíš, Ameriko? (2005).
Huntington studoval na univerzitě v Yale, promoval na Harvardově univerzitě, kde také od doktorátu v roce 1950 učil. Zabýval se poměrem mezi vojenskou a civilní vládou, státními převraty a vlivem imigrace. Upozornil na sebe knihou Politický řád v měnících se společnostech (1968), kde varoval, že společenská a hospodářská modernizace v post-koloniálních zemích nestačí k nastolení demokracie. Stabilní demokracie potřebuje silné instituce, zejména stabilní politické strany; pokud jim úroveň politické mobilizace „přeroste přes hlavu“, je politický řád přímo ohrožen.
Článek (1993) a kniha Střet civilizací (1996) vyvolal velkou polemiku, protože proti představě „konce dějin“ (např. Francis Fukuyama) a očekávání pokojného vítězství demokracie po pádu komunistických režimů postavil představu několika soupeřících civilizací, z nichž zejména indická, konfuciánská a islámská jsou podle Huntingtona na vzestupu. Obecně uvádí osm civilizací: západní, slovansko-pravoslavná, islámská, hinduistická, konfuciánská, japonská, latinskoamerická a africká. Budoucí konflikty nebudou konflikty mezi státy, ale mezi kulturami a civilizacemi, budou probíhat především podél tzv. zlomových hranic - linií, kde se civilizace střetávají. Západ se na ně musí připravit, případně zasahovat.
Kniha „Kam kráčíš, Ameriko?: krize americké identity (2005)“ (Who we are?, 2004) rozebírá americkou národní identitu a varuje před jejím ohrožením zejména imigrací z Latinské Ameriky. Ta by mohla USA rozdělit na „dvojí lid, dvojí kulturu, dvojí jazyk“. Tuto pozici rozvíjí i v článku „Hispánská výzva“ (The Hispanic Challenge, 2004) a chce zachránit hodnoty „bílých, britských a protestantských Američanů“.

## Biografie
Samuel Phillips Huntington byl známý americký univerzitní profesor a politolog, zabýval se i dalšími obory, například sociologií a historií. Narodil se 18. dubna 1927 v New Yorku. Jeho otec Richard T. Huntington byl editor a matka Dorothy S. Phillipsová spisovatelka. Jeho dědeček John Sanborn Phillips byl zakladatelem populárního amerického McClure's magazínu.

### Akademické působení
Huntington studoval na Yaleově univerzitě, kde v roce 1946 získal vysokoškolský titul. Poté studoval univerzitu v Chicagu a zároveň sloužil v americké armádě. Na této univerzitě roku 1948 dovršil magisterská studia. Poté se přesunul na Harvardovu univerzitu, kde v roce 1951 získal titul Ph.D. v oboru politické vědy.
Na Harvardově univerzitě přednášel od svých 23 let a jakožto profesor zde působil až do konce svého života s výjimkou období 1958-1962, kdy se na něj snesla vlna kritiky za jeho knihu The Soldier and the State. Po této kritice byl nucen se přesunout na půdu Kolumbijské univerzity. Roku 1962 mu Harvard umožnil vrátit se zpět. Zastával zde mnoho funkcí, byl ředitelem centra pro mezinárodní záležitosti, založil institut pro strategická studia a také se přičinil jako předseda akademie teritoriálních a mezinárodních studií.
Se svým spolužákem Warrenem D. Manshelem v roce 1970 založil americký politický časopis Foreign Policy.

### Ocenění
Za svou knihu Třetí vlna získal Huntington v roce 1992 Grawemeyerovu cenu, kterou každý rok uděluje Lousvillská univerzita.

## Dílo

### Střet civilizací- Boj kultur a proměna světového řádu
Podrobnější informace naleznete v článku Střet civilizací
Samuel P. Huntington v roce 1993 zveřejnil článek s názvem „Střet civilizací?“ v časopise Foreign Affairs. Huntington v článku představil svou teorii světových vztahů a označil Islám jako největšího nepřítele západu po pádu Sovětského svazu. Článek vyvolal rozruch a Huntington poté vysvětlil svou teorii v roce 1996 v knize Střet civilizací – Boj kultur a proměna světového řádu, ve které se vyjádřil o světových konfliktech. Tato teorie tvrdí, že v budoucnu budou světové konflikty probíhat především mezi kulturními celky a nikoliv mezi jednotlivými zeměmi. „Nejdůležitější rozdíly mezi národy nejsou ideologické, politické ani ekonomické, jsou kulturní.“ 
Zatímco za studené války došlo ke konfliktu mezi kapitalistickým západem a komunistickým východním blokem, nyní by se měl konflikt vyskytovat mezi hlavními osmi civilizacemi světa, Huntington za tyto hlavní civilizace považuje západní, slovansko-pravoslavnou, islámskou, hinduistickou, konfuciánskou (čínskou), japonskou, latinskoamerickou a africkou.

Národy těchto okruhů vyznávají podobné společenské, morální, náboženské a jiné hodnoty, které jsou obvykle trvanlivější než aktuální politická situace. 

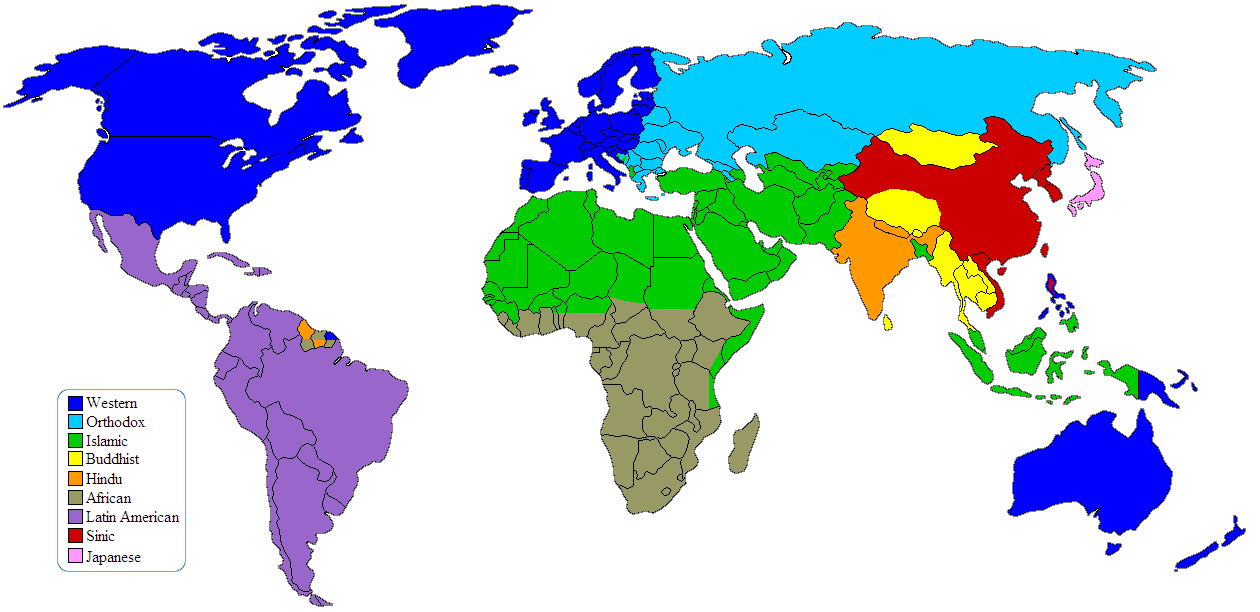
Mapa civilizací podle Samuela P. Huntingtona

Huntington říká, že abychom porozuměli současnému a budoucímu konfliktu, musíme vzít v úvahu kulturní rozpory. Huntington se také vyjádřil, že západní národy ztratí převahu, pokud neuznají nesmiřitelnou povahu kulturního napětí. Huntington podtrhl tento bod a v roce 1996 napsal „Ve vznikajícím světě etnických konfliktu a civilizačních střetu trpí západní víra v univerzálnost západní kultury třemi problémy: je nepravdivá, je nemorální a je nebezpečná.“ 

#### Reakce veřejnosti
Mnoho kritiků považuje práci Samuela P. Huntingtona z určitých aspektu za xenofóbní, zejména vyjádření o potřebě zachování národní a kulturní identity a odmítání ostatních kultur. Kritici se také shodují, že Huntington se ve své práci jen snaží ospravedlnit pokusy západního světa o dominanci. Jeden z nejvýznamnějších kritiků Huntingtona byl Francis Fukuyama.

### Kam kráčíš, Ameriko?
Knihou Kam kráčíš, Ameriko?: krize americké identity, česky vydanou v roce 2005, navazuje Huntington na témata, která již alespoň částečně popisoval ve své dřívější publikaci Střet civilizací. Huntington se v knize zaměřuje na hledání příčiny ekonomického úpadku Spojených států a americké společnosti a varuje před možností rozpadu americké identity (tím myšleny zejména protestantská anglosaská kultura a americké demokratické hodnoty) z důvodů působení multikulturalismu a imigrační vlny přicházející z Latinské Ameriky a s tím spojené šíření španělského jazyka, který postupně vytlačuje jazyk anglický.

#### Kritika díla
Huntingtonův patriotismus a konzervativní přístup ke změnám ve společnosti jsou v tomto díle silně patrné. Jeho závěry vyvolaly mimo jiné i vlnu odmítavých reakcí, sám autor byl dokonce označen za rasistu. Izraelsko-americký sociolog Amitai Etzioni ve své eseji o pravém nebezpečí Samuela Huntingtona uvádí, „že jde o jednu z mála studií, která se tváří jako seriózní společenskovědní práce a navozuje dojem vědeckosti, avšak vychází vstříc rozličným formám předsudků, posiluje je a pomáhá je legitimizovat“. Profesor a děkan na americké UCLA School of Public Affairs Gary M. Segura v odborné recenzi tvrdí, že Huntingtonova kniha by neměla být považována za sociální vědu a že toto dílo je neodpustitelné, bereme-li v potaz jeho akademické postavení. Huntingtonovu studii nazval spíše polemikou než odbornou prací.

### Česky vyšlo
- HUNTINGTON, S., Střet civilizací, boj kultur a proměna světového řádu, Praha, Rybka publishers, 2001. ISBN 80-86182-49-5
- HUNTINGTON, S., Kam kráčíš, Ameriko?, Praha, Rybka publishers, 2005. ISBN 80-86182-87-8
- HUNTINGTON, S., Třetí vlna. Demokratizace na sklonku dvacátého století, Brno, Centrum pro studium demokracie a kultury, 2008. ISBN 978-80-7325-156-7

### Anglicky
- The Soldier and the State (1957) ISBN 978-0-674-81736-4
- Political Order in Changing Societies (1968) ISBN 978-0-300-11620-5
- The Crisis of Democracy (1976) ISBN 978-0-8147-1365-5
- The Third Wave: Democratization in the Late Twentieth Century (1991) ISBN 978-0-8061-2516-9
- The Clash of Civilizations (1996) ISBN 978-1-4516-2897-5
- Who Are We? The Challenges to America's National Identity (2004) ISBN 978-0-684-87054-0
- Založil americký časopis Foreign Policy.